# Rue Clairaut
La rue Clairaut est une voie située dans les quartiers des Batignolles et des Épinettes du 17e arrondissement de Paris.

## Situation et accès
La rue Clairaut est desservie par la ligne 13 à la station Brochant.

## Origine du nom
Elle porte le nom de l'astronome Alexis Claude Clairaut (1713-1765).

## Historique
La partie de cette voie de l'ancienne commune des Batignolles, située entre l'avenue de Clichy et la rue Lemercier, est, avant 1860, nommée « rue Sainte-Thérèse », du prénom de l'épouse du propriétaire du terrain.
Après le rattachement de la commune des Batignolles à Paris, en 1863, le rattachement de cette voie est ajourné. Elle est finalement rattachée à la voirie parisienne par décret du 20 mars 1867 puis elle prend son nom actuel par décret du 11 septembre 1869.

## Bâtiments remarquables et lieux de mémoire
- No 6 : Suzanne Tourte y a vécu.
- No 12 : Pierre Ucciani (1851-1939), peintre, ouvrier d'art, expert en bijouterie joaillerie, y a son atelier de 1902 à 1934[2],[3],[4].
- No 14 : Octave Le Corsu (1848-1924), éditeur[2].